# Live From Earth
Live From Earth (kurz: LFE) ist ein multidisziplinäres Kollektiv von Musikern, Filmemachern und Künstlern mit Sitz in Berlin. Das Kollektiv arbeitet als unabhängiges Musiklabel, Digitalvertrieb, Videoproduktionsfirma, Bookingagentur und Modelabel.

## Geschichte
Das Kollektiv wurde im Jahr 2014 von Lorenz Wirth, Max Rüting und Elias Hermann gegründet, die sich bei einer antifaschistischen Demonstration in Dresden kennengelernt haben. Die ersten gemeinsamen Unternehmungen umfassten Raves im Berliner Raum sowie einen ersten gemeinsamer YouTube-Kanal, auf dem Dokumentationen über Demonstrationen veröffentlicht wurden. Auf Grund der Produktionsqualität der Videos und des gemeinsamen Netzwerkes der Gründer wurden erste Musiker auf das Kollektiv aufmerksam, die zusammen Musikvideos drehen wollten.
Durch die Zusammenarbeit mit den Künstlern Yung Hurn, LGoony und RIN hat das Label größere Bekanntheit erlangt. Mittlerweile fokussiert es sich auf elektronische Musik und Mode. Es gilt als stilprägendes Label des Cloud Raps in Deutschland. Die frühen Veröffentlichungen des Labels waren kostenfrei auf Bandcamp und Soundcloud verfügbar.
Bei der ersten Labeltour 2016 traten neben den labeleigenen Künstlern auch MC Bomber, Ufo361 und SXTN auf. In den Jahren 2018 und 2019 wurden Touren für die Veröffentlichung der Alben 1220 und Y von Yung Hurn organisiert.
Der Fokus wurde in den folgenden Jahren von Hip-Hop auf eine größere Vielfalt an Genres erweitert, einschließlich elektronischer und cluborientierter Musik. Diese wird durch das Sublabel Live From Earth Klub, das im Jahr 2018 gegründet wurde, vertrieben. Live From Earth Klub organisiert zudem regelmäßig Veranstaltungen und Konzerte in Clubs wie dem Berghain.
Wegen der Vorwürfe des Rechtspopulismus gegenüber Dietrich Mateschitz beendete Live From Earth im Oktober 2018 die Zusammenarbeit mit der Red Bull Music Academy zur Kuratierung der offiziellen Abschlussveranstaltung des Red Bull Music Festivals.
Neben der Musik veröffentlicht Live From Earth auch regelmäßig Fashion Kollektionen, bei denen die Textilien selbst entworfen und unter ethischen Voraussetzungen in Europa produziert werden.

## Künstler
- Musik
  - 41ISSA
  - Ace of Demons
  - ALCATRAZ
  - ascendent vierge
  - Bauernfeind
  - Brutalismus 3000
  - DJ Ali
  - DJ Gigola
  - horsegiirL
  - Hot Wing
  - Krampf
  - MCR-T
  - Omrann/Kendojubaki
  - Perra Inmunda
  - Wolfram
- Visuelle Kunst
  - Elias Asisi
  - Tim Lindacher

## Diskografie
| Katalognummer | Interpret           | Titel                                        | Jahr | Format                      |
| ------------- | ------------------- | -------------------------------------------- | ---- | --------------------------- |
| LFE001        | Jan Au              | A Date With A Dark Bean                      | 2016 | Vinyl, Digital              |
| LFE003        | DJ Heroin           | Enemy Territory                              | 2016 | Vinyl, Digital              |
| LFE004        | DJ Creep            | Anamosity Tape                               | 2016 | Tape, Digital               |
| LFE005        | Yung Hurn           | In Memory Of Yung Hurn - Classic Compilation | 2017 | Tape, Vinyl, Digital        |
| LFE006        | Yung Hurn           | Love Hotel                                   | 2018 | Tape, Vinyl, Digital        |
| LFE006        | Yung Hurn           | 1220                                         | 2018 | Vinyl, CD, SD-Card, Digital |
| LFE007        | Caramelo & DJ Creep | Tales From The Dungeon                       | 2017 | Tape, Digital               |
| LFE008        | Caramelo            | Orange Mound                                 | 2017 | Tape, Digital               |
| LFE010        | Yung Hurn           | Y                                            | 2019 | Tape, Vinyl, CD, Digital    |
| LFE012D       | MCR-T               | My Voice My Weapon Of Choice                 | 2022 | Digital                     |
| -             | Lgoony              | Grape Tape                                   | 2015 | Digital                     |
| -             | RIN                 | Genesis                                      | 2016 | Digital                     |
| -             | Yung Hurn           | Krocha Tape                                  | 2016 | Digital                     |
| PP-LFE-01     | Wolfram             | Wolfram                                      | 2018 | Digital                     |
| PP-LFE-02     | Wolfram             | Amadeus                                      | 2019 | Digital                     |

| Katalognummer | Interpret                           | Titel                         | Jahr | Format         |
| ------------- | ----------------------------------- | ----------------------------- | ---- | -------------- |
| LFEK001       | MCR-T                               | Kraft                         | 2018 | Vinyl, Digital |
| LFEK002       | Kendojubaki & DJ Ali                | Jabal                         | 2018 | Vinyl, Digital |
| LFEK003       | Matrixxman & Bauernfeind            | No Rush                       | 2019 | Vinyl, Digital |
| LFEK004       | Krampf                              | What Is A DJ If He Can’t Care | 2019 | Vinyl, Digital |
| LFEK005       | DJ Gigola & Kev Koko                | Tender Trance                 | 2019 | Vinyl, Digital |
| LFEK006       | DJ Gigola & Kev Koko                | Sueño                         | 2020 | Vinyl, Digital |
| LFEK007       | Bauernfeind                         | Mount Gilead                  | 2020 | Vinyl, Digital |
| LFEK008       | Gabber Eleganza & HDMIRROR          | The Real Life                 | 2020 | Vinyl, Digital |
| LFEK009       | ascendant vierge                    | Influenceur                   | 2020 | Vinyl, Digital |
| LFEK010       | ascendant vierge                    | Vierge                        | 2020 | Vinyl, Digital |
| LFEK011       | MCR-T                               | 4 Tha Culture                 | 2021 | Vinyl, Digital |
| LFEK012       | New Frames                          | Burn Rate                     | 2021 | Vinyl, Digital |
| LFEK013       | Kev Koko, DJ Gigola & Perra Inmunda | No Es Amor                    | 2022 | Vinyl, Digital |
| LFEK014       | Julian Muller & CAIVA               | Without You                   | 2022 | Vinyl, Digital |
| LFEK015       | DJ Gigola                           | In The Mood                   | 2022 | Vinyl, Digital |
| LFEK016       | 41ISSA & O-Wells                    | BKM                           | 2022 | Vinyl, Digital |
| LFEK017       | Nene H                              | Trifecta                      | 2022 | Vinyl, Digital |
| LFEKD001      | MCR-T                               | Fuck You, Play Me             | 2019 | Digital        |
| LFEKD002      | MCR-T & horsegiirL                  | Farm Fantasies                | 2022 | Digital        |
| -             | diverse                             | FDP                           | 2022 | Digital        |
| URAF01        | diverse                             | United Ravers Against Fascism | 2022 | Digital        |